# 伊格纳齐·达申斯基
伊格纳齐·埃瓦雷斯特·达申斯基（波蘭語：Ignacy Ewaryst Daszyński，[iɡˈnat͡sɨ daˈʂɨɲskʲi]  试听；1866年10月26日—1936年10月31日）是波兰政治家、记者与波兰卢布林政府（成立于1918年）的总理。
达申斯基与其他人一同成立波兰社会民主党（波兰语缩写：PPSD），该党后来更名为波兰社会党（PPS）。他还在1929年参与创建了中左翼阵线（Centrolew）。达申斯基尽管在1926年5月政变时支持约瑟夫·毕苏斯基，但后来加入了反毕苏斯基阵营。
身为记者与地下工作者，达申斯基曾使用过假名“达谢克”（Daszek）、“热戈塔”（Żegota）和“伊格尼斯”（Ignis）。

## 早年生涯
1866年10月26日，伊格纳齐·达申斯基在波多利亚地区的兹巴拉日（现位于捷尔诺波尔州）出生，那里自波兰被德奥俄三国瓜分后便属于奥地利帝国。达申斯基出身于并不富裕但具有爱国传统的绅士家族。他的父亲是奥地利书记员费尔迪南德·达申斯基（1816年—1875年），母亲是卡米拉·内·梅热夫斯卡。他有三个兄弟，一个妹妹，还有其父亲的第一次婚姻所带来的几个同父异母的兄姐。
1872年，达申斯基在兹巴拉日的一所圣方济各会学校开始他的学业。由于已经具有读写能力，他在学校中成绩优异。另外，因为在一个多语言环境成长，他会讲好几门语言。自童年时起，他已会讲乌克兰语和意第绪语，并能理解德语。1875年12月6日，达申斯基的父亲去世，全家迁居斯坦尼斯拉维夫。为了改善财政状况，达申斯基的母亲将公寓租借给中学生。两年后，达申斯基上中学学习。这个时候他通过给他的同学教授私人课程挣钱。
那时，他受到他的兄长费利克斯的强大影响，后者教给前者如何成为好的波兰爱国者。同时他们进行了较小的颠覆活动。费利克斯为一位曾在十一月起义作战的诗人毛雷齐·戈斯瓦夫斯基作周年赞诗。伊格纳齐将诗印刷成多份，并将这些诗分发在这位诗人的墓地周围。奥地利警方开始调查此事，费利克斯入狱，伊格纳齐则被释放等候审判。但他们都被无罪释放。费利克斯依然不放弃自己的颠覆活动。他建立了一个颠覆组织，吸引斯坦尼斯拉维夫地区的波兰青年和乌克兰青年。伊格纳齐为这个组织建立规章制度，以此为其做出贡献。
1882年，伊格纳齐·达申斯基在学校长假期间给学生发表爱国演说。这让他遭到校方勒令开除，并为他一家在斯坦尼斯拉维夫的简单生活画上句号。达申斯基一家的财政处境突然陷入危机，全家被迫迁至利沃夫。费利克斯开始在利沃夫理工大学学习化学。不久，伊格纳齐和他的母亲被迫再度搬迁。他们迁至德罗霍贝奇，伊格纳齐在那里成为一位律师的秘书，开始了他的第一份工作（没有学校想招收他）。这时他第一次与工人阶级有所交往。他随后开始向左翼双周刊《全尼斯特里安新闻》（Gazeta Naddniestrzańska）投稿，提及在斯坦尼斯拉维夫和德罗霍比奇的石油企业工作的工人们的艰难处境。
德罗霍比奇的空气正在招呼我去造反。那时正在德罗霍比奇出人头地的凶恶流氓的野蛮行径如此明目张胆，你就算不是社会主义者，也会痛恨他们基于地球母亲的自然财产和几千名在鲍里斯拉夫挖地蜡的农民的放纵开采所生产出的肮脏“产品”。
1884年9月，伊格纳齐的母亲迁至普热梅希尔，而伊格纳齐自己留在利沃夫。学校再次拒绝他入学，因此他在家自学。

## 政治运动
1886年，他成为了他父母的一些朋友的家庭教师。1888年4月8日，他被允许在没有上学的情况下通过高中毕业考试。他在1888年9月22日取得文凭，继续在克拉科夫雅盖隆大学学习哲学。在费利克斯的帮助下，伊格纳齐与克拉科夫的社会主义者进行交往。1889年，他会见了卢德维克·库尔奇茨基，而前者帮助后者在波兰会议王国发放宣传社会主义的册子。
因为财政问题，达申斯基随后被迫放弃学业。他再次成为家庭教师，使用假名为恰尔诺斯塔夫的格尼亚兹多夫斯基家族工作。1889年5月2日夜至5月3日凌晨，达申斯基遭到俄罗斯警方的逮捕，而且被囚禁在普乌图斯克的监狱里达6个月，因为他被误认为是他的兄长费利克斯，而费利克斯从事于国外的社会主义运动（他参与了巴黎第二国际会议）。伊格纳齐从监狱中释放出来后即被驱逐出波兰会议王国，他回到了克拉科夫。他在那里被控告参与非法政治活动，但因超出诉讼时效被宣判无罪。他回到大学，但在参与游行示威后被迫放弃学业。
经历这些风波后，达申斯基决定迁居阿根廷，但在离开欧洲前他来到瑞士去见他的兄长费利克斯，后者已经患有肺结核，正在达沃斯接受治疗。见到兄长后，伊格纳齐前往巴黎，来购买通往阿根廷的船票，但在1890年4月9日，他被告知费利克斯已经去世。此后，斯坦尼斯瓦夫·门德尔松和亚历山大·登布斯基说服他不要迁居南美。达申斯基决定到瑞士学习，并被苏黎世大学录取。学习期间，他得到门德尔松的补助，后者每月给他60磅钱。
在瑞士，达申斯基继续从事他兄长的社会主义事业。他是波兰工人阶级协会“同意”（(Stowarzyszenie Robotników Polskich "Zgoda")的创始人之一。他与尤利安·马尔赫莱夫斯基、罗莎·卢森堡和加布列尔·纳鲁托维奇合作。他那时的最大成就是建立治安维持机构，以为社会主义游行示威提供保护。亚当·密茨凯维奇的骨灰迁入波兰的仪式便转化为如此的示威，在这次示威中马尔赫莱夫斯基发表了一篇演讲。
达申斯基在1890年10月回到波兰。开始他住在克拉科夫，后来迁至利沃夫，他在那里建立了加利西亚社会主义运动管理中心。他与乌克兰社会主义活动家合作，并参与了俄罗斯-乌克兰激进党（Rusko-Ukraińska Partia Radykalna）的建党会，在那里他与诗人伊万·弗兰科会见。

### 社会民主党
达申斯基希望联合全加利西亚的所有工人阶级运动。这样的组织通过《工作报》（Praca）和《工人报》（Robotnik）这两份报纸相联系起来；达申斯基本人即《工作报》的记者。1890年11月7日利沃夫召开会议，社会主义活动家在会上决定成立正式且合法的劳工党。下一步是在1891年2月15日成立一个新的社会主义临时教育协会“力量”（Siła）。组织日渐扩大，斯坦尼斯拉维夫和克拉科夫也有这个组织的存在。那时，身为记者和政治家，他非常活跃。他在多次集会上发表演讲，譬如1891年5月1日在利沃夫召开的选会，他还使用假名“热戈塔”（Żegota）在1891年4月30日出版政治册子《论加利西亚政党》（O partiach politycznych w Galicji）。在出版这本册子后，他被控告与一个地下组织有瓜葛，但是因为社会党是合法政党，这个指控被撤回了。6月，他成为维也纳奥地利社会民主主义工人党代表大会上的加利西亚代表。

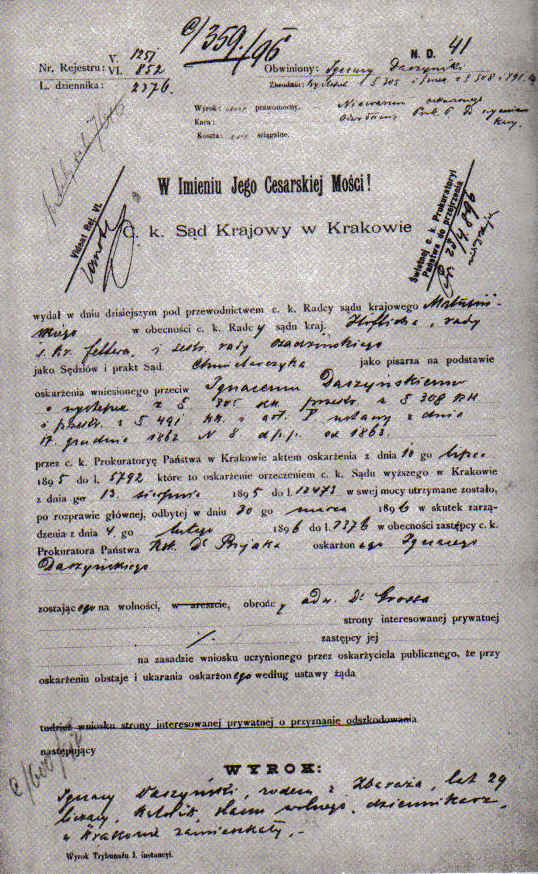
1896年对达申斯基的判决书

1896年4月16日至4月23日，布鲁塞尔召开第二国际代表大会，达申斯基率领波兰社会主义者代表团出席这次大会。他随后来到柏林，在那里他成为波兰语报纸《工人公报》（Gazeta Robotnicza）的总编辑。他在那里工作6个月。离开柏林时，达申斯基受到刊登煽动性文章的指控，遭到德国当局的逮捕。但是，因为当局无法证明他事实上就是这些文章的作者，他被释放了。
1892年初，达申斯基来到利沃夫，他在加利西亚波兰社会民主党（I Zjazd Galicyjskiej Partii Socjalno-Demokratycznej）的第一届大会上起到重要作用。他发表了一篇关于该党政治计划和策略的演讲。在回来的路上，他再次遭到逮捕，并在克拉科夫监狱中囚禁10天。释放后，他回到利沃夫。
在奥地利社会主义者第三次代表大会上，达申斯基坚持要将波兰社会民主党与奥地利组织分离，并强调了该党马克思主义政治计划中有关支持波兰独立的条款，这个政治计划还致力于通过废除私人财产来将社会主义投入实践。为达到这个目的，他们的第一步是使选举程序民主化（取消中产阶级特权）并引入八小时工作制。1892年，波兰社会党（Polska Partia Socjalistyczna，简称PPS）成立，这在一定程度上实现了达申斯基成立独立的波兰党派的愿望。
达申斯基见到费莉齐娅·诺西格-普鲁赫尼克，据传说两个人有一个儿子亚当·普鲁赫尼克。1892年至1893年间，达申斯基居住在喀尔巴阡山脉休养。1893年，他迁居克拉科夫，他在那里成为社会主义报纸《前进报》（Naprzód）的主编。1893年3月，他出席了克拉科夫第二届社会主义者代表大会。警察打断了这次会议，达申斯基在监狱中囚禁5天。10月他再次迁居利沃夫，并出版小册子《加利西亚社会党发展简史（1890年5月至1894月5月）》（Krótka historia rozwoju partii socjalistycznej w Galicji (od maja 1890 do 1 maja 1894)）。其间，他回到克拉科夫并重新担任《前进报》编辑一职。后来他出席了加利西亚和西里西亚第三届社会主义者代表大会，并出版另一本小册子《加利西亚民主制的崩溃》（"The Bankruptcy of Galician Democracy"），他在这本册子中极力抨击中产阶级。
1895年，达申斯基的母亲去世。1896年，达申斯基出席伦敦国际代表大会。1896年秋，波兰裔奥地利部长主席卡齐米日·巴德尼伯爵对选举法进行部分改革，如此一来国会72名议员就会由所有男性居民选出。达申斯基相信这项改革会提供机会让社会主义理论变得更流行，也会提供机会使他得以在国会中为他的理念而斗争。选区被一直划分到城镇与村庄一级。达申斯基是克拉科夫选区的候选者，他在那里得到了75%的选票支持（29758张选票中有22214张选票支持他当选议员）。他得到工人、农民、学生和许多犹太人的支持。1897年，达申斯基成为国会议员，同年他与女演员玛丽亚·帕什科夫斯卡在维也纳结婚。

### 奥地利国会

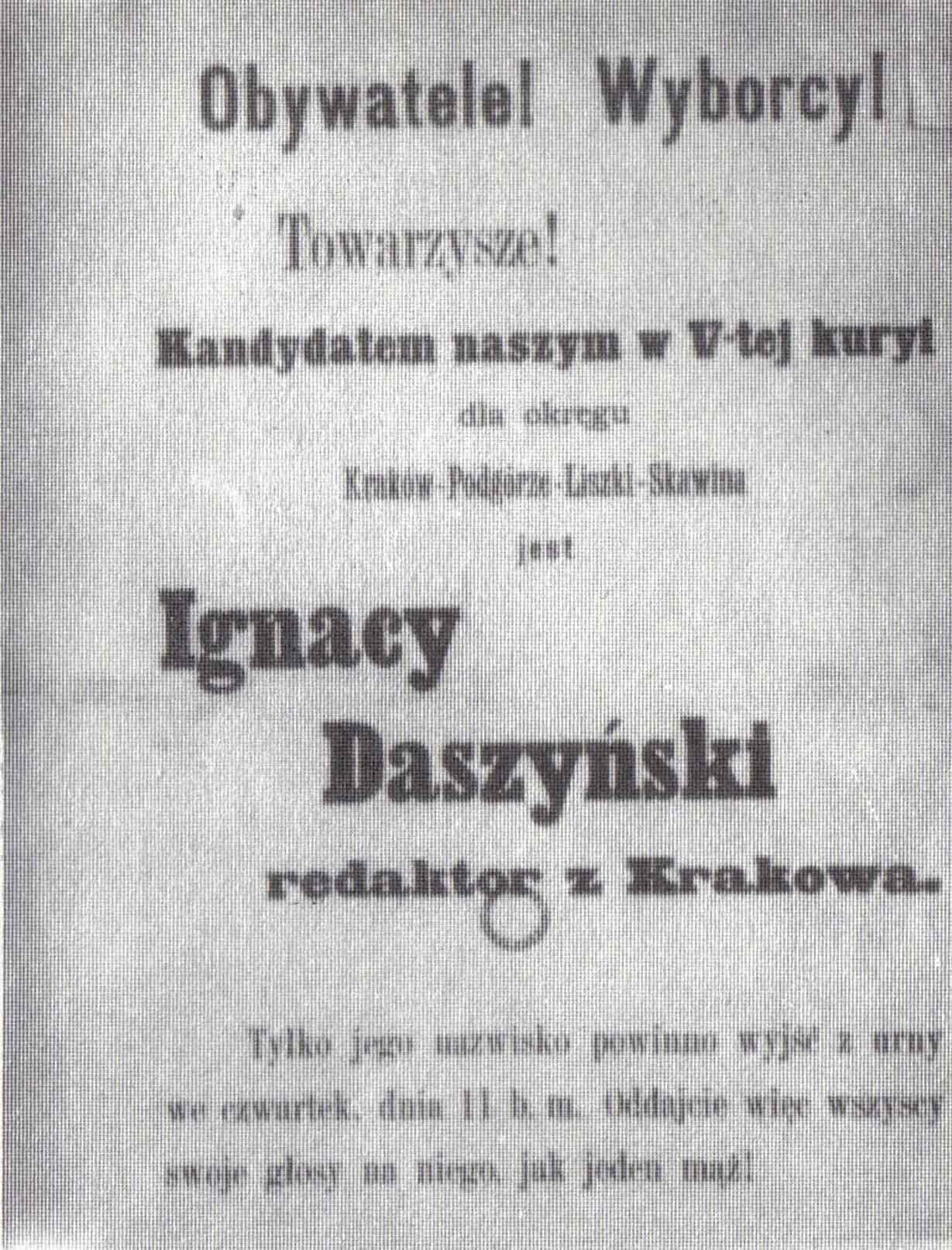
达申斯基1897年选举时的传单

进入过会后，达申斯基成为一个拥有15名成员的议员团体的主席。
1898年，当局宣布西加利西亚部分地区进入紧急状态，这么做是为了压制工人运动。包括集会自由在内的大部分自由权利都受到限制。达申斯基抵制这种做法，譬如在11月22日发表著名演讲，演讲中他向政府的这种举动表示抗议。后来，他支持工人罢工，但是他强调罢工不能超出法律底线。他也推行国会选举法的民主化；其他方面，他要求废除元老投票。
达申斯基擅长演讲，其演讲能够吸引大批民众。他抨击保守派和部长主席巴德尼。1898年，他参与维也纳的大规模游行示威，这些示威让奥匈帝国皇帝下令解除巴德尼的职务。
1900年，达申斯基再次被选入国务院。他的活动主要围绕在取消审查的方面上，因为身为活动家，他受制于当局对言论自由的限制。

### 克拉科夫市议会

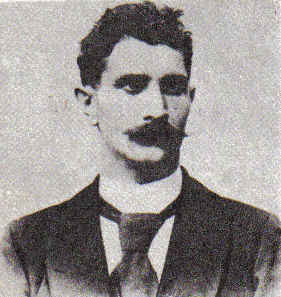
约1905年的达申斯基

1902年5月12日，达申斯基成为克拉科夫市议会议员。其间他主要在与议会中的保守派及保皇派议员作斗争。
达申斯基也从事于社会事务，探讨与克拉科夫基础建设相关的议题。他是解决工业事务、煤与运河相关问题的多个市政委员会的成员。1905年2月2日，在1905年俄国革命爆发后，他参与了一次在克拉科夫集市广场举行的示威游行活动，其间他焚烧了沙皇的画像。警方试图驱散游行示威者但未能占领议会。1904年，国会通过新的选举法，允许所有年龄超过24岁的男子参与选出国务院成员。同年5月，社会主义者在选举中大胜，而保守派在国会中失去相当多议席。

## 1912年–1918年
就在一战前，波兰社会民主党（PPSD）和约瑟夫·毕苏斯基的波兰社会党革命派（PPS – Frakcja Rewolucyjna）签署协议。他们决定，在接下来的冲突中，波兰人会支持同盟国，如果这样的话，统一的奥地利-匈牙利-波兰帝国将会建立。达申斯基与其他人一同起草了波兰社会民主党的决议，该决议称：

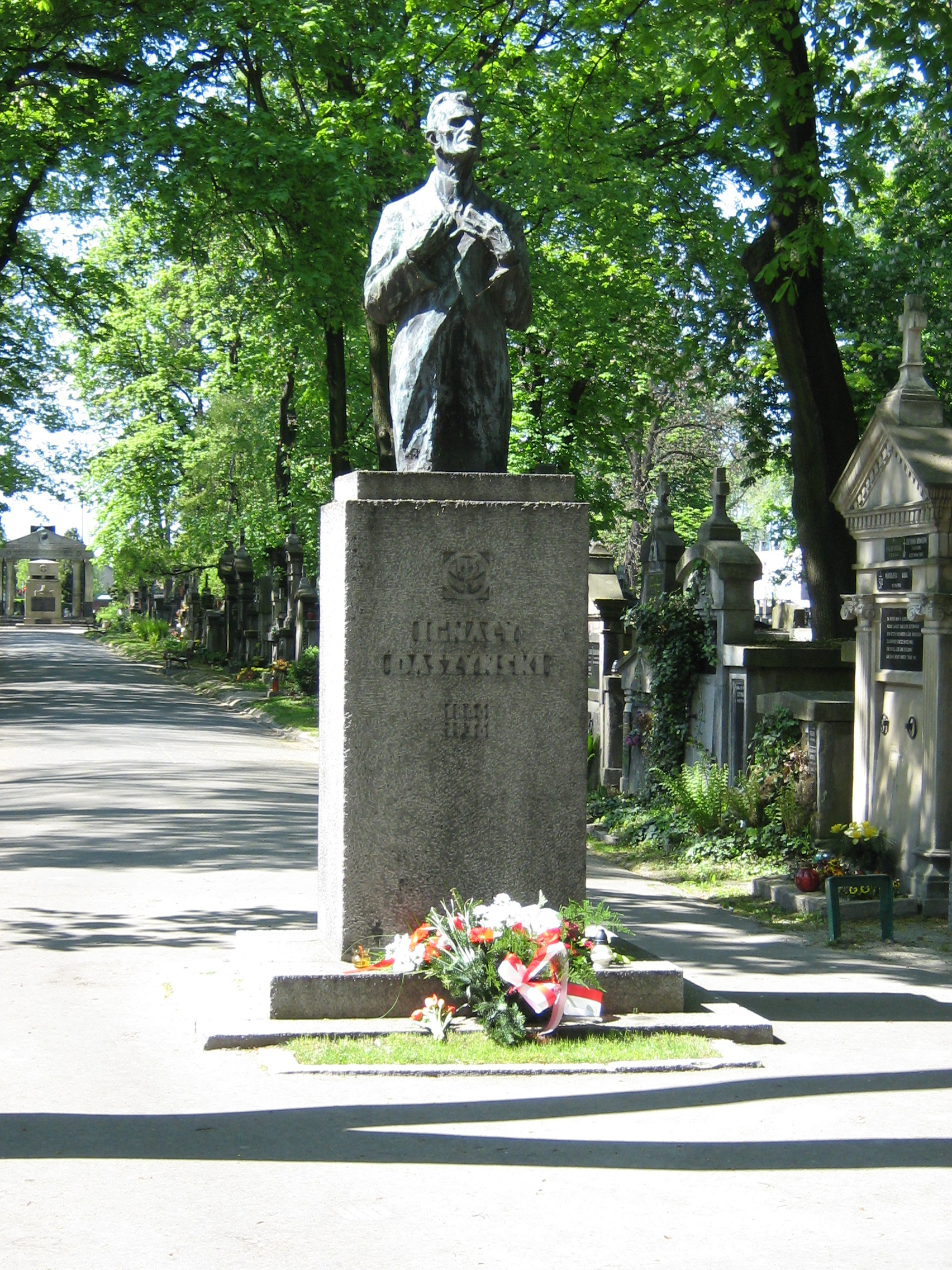
克拉科夫拉科韦茨基公墓的达申斯基纪念碑

作为波兰民族的真正代表，我们宣布我们对奥匈帝国和俄罗斯帝国之间可能将要发生的冲突的态度，我们无法控制这种冲突的爆发，波兰民族的一切力量都应当将矛头指向俄国沙皇，因为对我们民族的绝大多数人而言，他是残酷且不能相容的敌人。
达申斯基推荐社会主义党派的成员加入波兰辅助军队。因此，奥地利当局将这些组织视为合法组织。1912年11月，波兰社会党革命派和波兰社会民主党加入独立党派同盟临时委员会（Tymczasowa Komicja Skonfederowanych Stronnictw Niepodległościowych）。加利西亚的社会主义者希望在战争爆发后于波兰会议王国发动一场起义。
1914年，一战爆发，达申斯基在梅胡夫当了几天的代理军事长官。他试图促使人们对俄作战，但这次行动并不成功，他很快回归政坛。国会议员科沃·波尔斯凯成立国家最高委员会，达申斯基成为行政部的一员。这一机构决定成立波兰军团。
达申斯基认为，波兰应向奥匈帝国寻求支持。他对11月5日法案（该法案保证会成立独立的波兰王国）意见不明。一方面，他为法案显示了波兰的独立国家地位感到高兴；另一方面，他对该法案忽视了俄罗斯对加利西亚的瓜分这一问题赶到愤怒。但是，他参与起草将来的宪法。1917年5月28日，他在奥地利国会投票支持波兰人民党“皮亚斯特派”（PSL “Piast"）的提议，宣称“波兰民族的唯一愿望是重新获得一个独立、统一且临海的波兰。1917年，“宣誓危机”发生，随后毕苏斯基在同年7月囚于马格德堡，受这两件事影响，达申斯基变得更加坚决反对奥匈帝国。1918年1月22日，他在国会宣称加利西亚希望成为一个统一而独立的波兰的一部分。
1918年末，在达申斯基的倡议下，国会中的议员准备并与民族民主主义运动议定一项提议，这份提议在1918年10月2日在奥地利国会提出，要求使波兰恢复独立国家地位，并让波兰拥有被普奥俄三国瓜分的土地、其本身的海岸线以及西里西亚。他们也认为，波兰问题是国际问题，并请求让波兰参与和会“以解决波兰问题”。达申斯基在1918年10月3日发表演讲，称：
所有的波兰人宣布，对波兰的瓜分将这个国家一分为三，而他们希望这三块土地由一个最高统治机构统治：这三块割地应当形成一个统一且独立的国家，但是这种统一与独立应在一次国际和会中依照国际法来实现。:369–370

## 波兰人民共和国总理

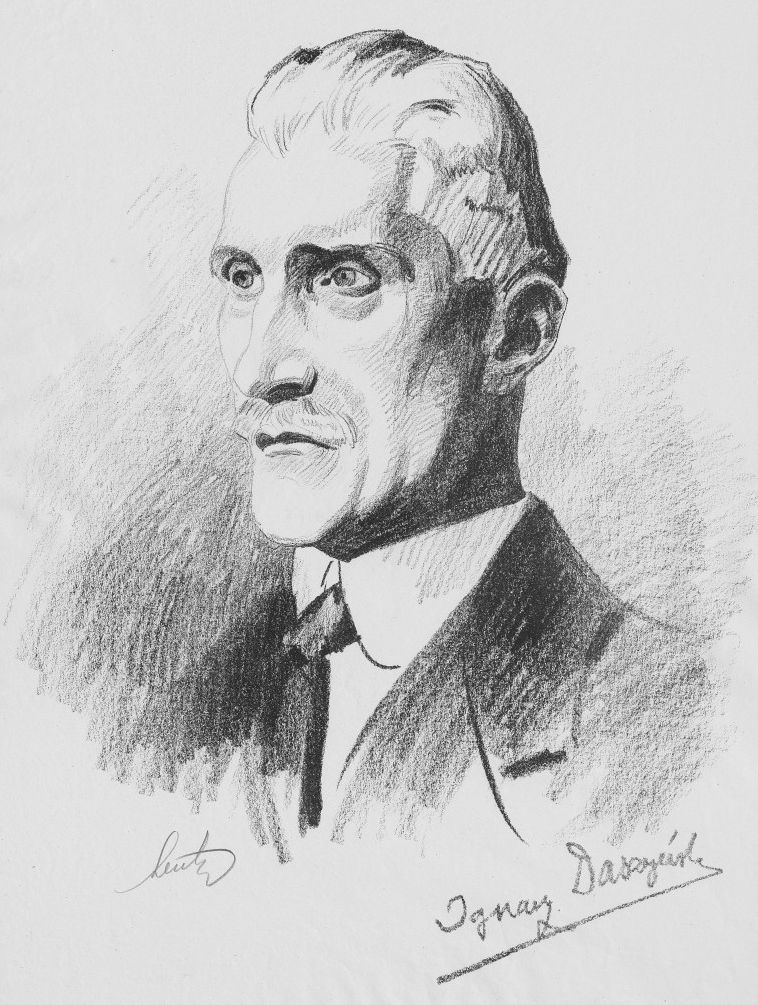
达申斯基像，1919年斯坦尼斯瓦夫·兰茨绘

1918年10月15日，达申斯基和其他奥地利国会的波兰议员通过一份文件，自称波兰公民。10月末，奥匈帝国政权崩溃的迹象开始显现。10月28日，达申斯基成为波兰清算委员会成员，该委员会由温岑蒂·维托斯领导，总部开始设在克拉科夫，后设在利沃夫。
11月6日，达申斯基与其他人宣布“波兰人民共和国”（Tymczasowy Rząd Ludowy Republiki Polskiej）成立，此共和国以卢布林为根据地，由达申斯基任总理。该政府的其他成员包括温岑蒂·维托斯、托马什·阿尔齐谢夫斯基、延杰伊·莫拉切夫斯基和斯坦尼斯瓦夫·特胡古特，军队指挥官为爱德华·雷兹-希米格维。该政府发布宣告，号召工人和农民将权力掌握在自己手中，并建设“独立且统一的波兰人民共和国这一建筑”，让所有公民在这个国家享有平等的政治权利和民事权利，特别是良心自由、言论自由和集会自由。在改善社会条件的框架下，波兰人民共和国承诺在工业、商业和制造业确立八小时工作制，将矿产和大型地产收归国有。按计划，这个国家未来将会成为议会民主制国家。
达申斯基政府自立为波兰人民的合法代表，并宣布废除1917年在德奥两国帮助下成立的华沙摄政委员会。华沙的温和派拒绝接受这一宣告，他们当时希望约瑟夫·毕苏斯基的归来，而毕苏斯基仍被囚禁在德国。10月时，摄政委员会就已经要求释放毕苏斯基，后来，在哈利·格拉夫·凯斯勒的调停下，双方进行商议。商议后，毕苏斯基获准回到华沙，他在11月10号抵达此地。第二天，德国签署停战协议，驻扎华沙的德军遭到裁剪，因为他们拒绝向波兰起义者开火。摄政委员会和达申斯基政府都将权力移交给毕苏斯基。
毕苏斯基要求达申斯基建立政府，但是强调需要“通过不在意政治信仰地吸纳社会名流参与政府，来加强其内阁工作的有效性”，并且禁止他通过施行激进的社会改革或其他立法改革妨碍下议院的立法工作。达申斯基未能成立政府，并在11月14日宣布辞职。毕苏斯基次日发表一封信，感谢达申斯基在帮助建立第一届波兰政府时所进行的“真正的公民工作”，也感谢他在“为了让互有分歧的人士达成协议，能够毫不犹豫地为事业的利益牺牲自己”。

## 瑟姆议员

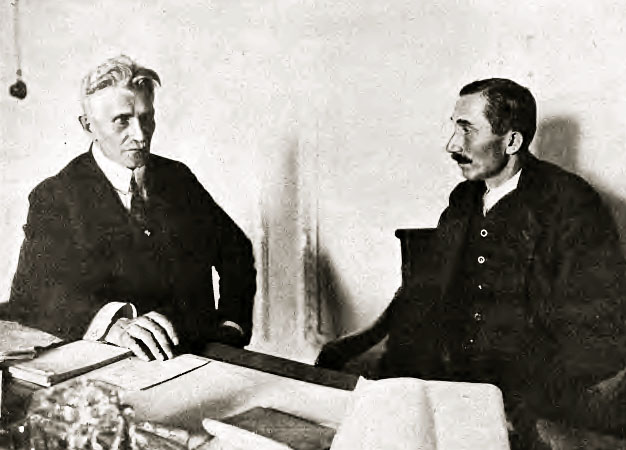
副首相达申斯基（左）和温岑蒂·维托斯

达申斯基在战后第一届波兰下议院大选中竞选议员，宣称“第一届立法下议院是波兰的第一管理者与建立者，也是自由独立统一的波兰其法律与权力的来源。” 波兰社会民主党和波兰社会党的36名成员进入瑟姆，成立一个叫做“波兰国会社会主义者联盟”的国会组织（Związek Polskich Posłów Socjalistycznych）。达申斯基就任该组织主席。
他关心于确立社会主义的规划。他主张将某些工业部门国有化，譬如让煤矿和酒精由国家垄断。他提议改善工人工作条件，保护工人权益，支持发展合作运动与对工农的教育。
1919年4月26日，波兰社会民主党、波兰社会党和波兰社会党普鲁士部合并为统一的波兰社会党。达申斯基加入该党总理事会，并成为理事会主席之一。他也编辑社会党的法语刊物《波兰社会党官方公报》（Bulletin Official du Parti Socialiste Polonaise）与周刊《论坛》（Trybuna）。波苏战争爆发后，达申斯基支持尽快缔结和约。他反对成立国防委员会，称其为“下议院的缩写”。但是，他在7月24号加入卫国政府（Rząd Obrony Narodowej），担任副总理（维托斯担任总理）。他认为这一步（包括农民和社会主义领导人）会增加新兵人数。在尼曼河战役中取胜后，达申斯基越来越与政府的其他人不和，跟外交部更是如此。他批评了外交工作和波兰的向东政策，特别是塔德乌什·罗兹瓦多夫斯基的进攻计划。12月15日，波兰社会党总理事会要求总理开除达申斯基，但后者在12月18日便宣布辞职。总理非常不乐意地接受了这次辞职，并将辞职时间推迟至1921年1月4日。
离开政府后，达申斯基关注于采纳新宪法的工作。1921年3月17日，下议院通过波兰三月宪法，之后这个议会就解散了。达申斯基为这部宪法中的民主精神做出贡献，譬如保守派提议让下议院议员由波兰上议院根据其地位直接任命产生，而不经过选举，而达申斯基对此坚决反对。

## 下议院副发言人（1922年–1927年）
1922年11月5日，达申斯基再次被选入下议院。他在克拉科夫县、赫扎努夫、奥斯威辛、奥尔库什和梅胡夫五个选区中获得52874张选票。12月9日，达申斯基所在的党派将他推举为总统候选人，但他只获得49张选票。加布列尔·纳鲁托维奇当选总统，右翼大失所望（纳鲁托维奇得到代表少数族裔的议员支持）。总统就职日当天，达申斯基和博莱斯瓦夫·利马诺夫斯基在通往就职典礼的路上遭到右翼暴力团伙的袭击，被迫掩护在一幢房屋内以自保。达申斯基后来要求右翼势力对这些事故作出解释。他写道：
波兰政坛不能变成非洲热带雨林，让三教九流之士潜伏其中……要不然你们的法西斯主义将会灭亡，让其头颅在波兰的民主面前粉碎，要不然波兰将会爆发内战。:447
总统纳鲁托维奇遭民族民主主义运动支持者埃利吉乌什·涅维亚多姆斯基刺杀后，社会主义者计划向右翼活动家复仇，达申斯基对他们的这一念头表示反对，并禁止将这种暴力进一步扩大化。
1922年12月21日，在理事会会议上，波兰社会党提议建立国家级工人教育组织“大学工人协会”（Towarzystwo Uniwersytetu Robotniczego (TUR)）。1923年1月21日，大学工人协会董事会成立，此会由达申斯基领导。他生前一直担当此职。成立大学工人协会是他一生最重要的个人成就之一。他后来称：
波兰独立之时，为社会生活准备各项事宜与充分利用法律的可行性之间的不平衡已产生，波兰独立头几周所发生的各种情况都源于这种不平衡。这种不平衡使波兰共和国第一位总统遇刺这样的惨剧发生……那时，大学工人协会出现了……它与一种想法相联系，这种想法就是工人阶级已经发展到一定程度，让他们能够坦然地面对无知。我们不（在大学工人协会内部）发起政党运动来保护我们免受任何阻止我们的成员和平地获得知识的势力侵犯。
1923年2月，达申斯基在下议院发表演说时晕倒，使他从接下来的活动中退出。（1926年9月他再次得到了下议院的发言权）。疗养时，他关心于新闻业和撰写回忆录。尽管健康状况不佳，在波兰社会党第19届代表大会（1923年12月30日-1924年1月1日）中达申斯基还是再次当选波兰社会党总理事会主席。波兰社会党第20届代表大会（1925年12月31日-1926年1月3日）他再次当选。
1925年11月26日，延杰伊·莫拉切夫斯基进入亚历山大·斯克任斯基政府后，达申斯基取代莫拉切夫斯基担任下议院副发言人。起初，达申斯基支持波兰社会党参与斯克任斯基政府，但是斯克任斯基的政策（失业人口增加，恶性通货膨胀）与计划遭致严厉批评。1926年4月20日，波兰社会党撤出政府，政府随后倒台。1926年5月，温岑蒂·维托斯的右翼政府成立，取代斯克任斯基政府，波兰社会党则是维托斯政府的反对派。
1926年5月12日，毕苏斯基发动军事政变（后称“五月政變”）。政变后一个月，达申斯基便抨击新政府，尤其是此政府出台减少立法机构权力的新宪法的计划。后来，他出版一部小册子，写道：
几年后，波兰国会的全能性导致下议院的倒台，并促成政府的至高无上性。五月的那几天成为了政府权力加强，立法机关权力削弱的起点。（……）国家在两个反常并有害的状况间摇摆。这正是我们促成立法机关与行政机关平衡且和谐地合作的时候。
1926年11月10日，在达申斯基的提议下，波兰社会党对毕苏斯基政府持“实际反对”立场。1926年12月20日，在一次激烈的辩论中，波兰社会党总理事会持类似立场，指出：
波兰社会党持反对立场目的并不在于推翻毕苏斯基总理，而是通过排除其中的保皇主义者和反动势力，来重建其内阁，并改变其经济政策，而这正是工人阶级所需；此外，改变国内政策，尤其是有关于少数族裔的政策。政府未来地位的变化将实际上由波兰社会党判定。
波兰社会党尤其反对将维尔纽斯的保守派人士亚历山大·梅伊什托维奇和卡罗尔·涅扎贝托夫斯基纳入政府。
这时，达申斯基领导波兰社会党新党刊《晨号》（Pobudka）的编辑团队。.
1927年11月28日，总统伊格纳齐·莫希奇茨基解散上下两院。

## 1927年–1936年
1928年3月，波兰社会党在议会选举中获得14%的选票和64个席位。达申斯基在他的选区（克拉科夫、赫扎努夫、奥斯威辛、梅胡夫）获得77470张选票，比1922年增长50%。
1928年3月27日的国会第一次会议上，达申斯基在波兰下议院发言人选举中击败政府合作无党派集团的卡齐米日·巴尔泰尔和民族民粹主义联盟的亚历山大·兹维任斯基。他在第一轮得到177张选票，在第二轮得到206张选票（54.4%）。获选后，达申斯基宣布放弃他在党内担当的角色，包括波兰社会党总理事会主席和《晨号》主编，但是仍保留大学工人协会董事会首脑的职务。
达申斯基获选为下议院发言人一事使政府和议会之间的关系更加恶化。这次冲突的导火索是“切霍维奇案”，以财政部长加布列尔·切霍维奇的名字命名，此人被指控透支1928年的预算。一部分钱来自总理的一次性资金，但是这笔钱被政府合作无党派集团用于竞选活动。下议院通过一项提议，将切霍维奇带入波兰国家特别法庭受审，但不敢将毕苏斯基带入法庭解释原因。尽管如此，1928年6月达申斯基会见毕苏斯基，提议政府合作无党派集团、波兰社会党和波兰人民党“解放派”建立同盟。但是，毕苏斯基拒绝这个提议。因此，1929年9月中旬，反对切霍维奇复职的6个议会组织成立联盟，称为中左翼联盟（Centrolew）

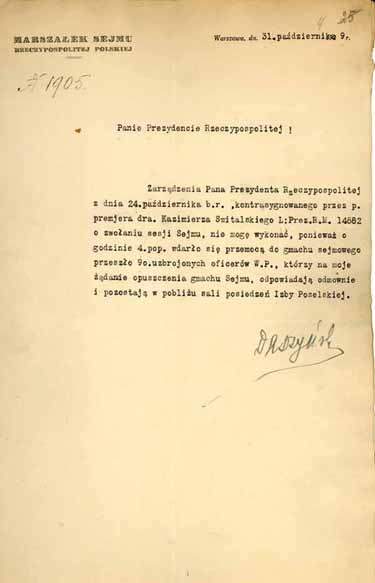
达申斯基1929年10月31日致总统伊格纳齐·莫希奇茨基的信

1929年10月31日，在下议院的预算会议上，约瑟夫·毕苏斯基与议会之间产生公开矛盾。来到议会的不是总理卡齐米日·希韦塔尔斯基，而是带着至少100名军官一同出现的军事部长约瑟夫·毕苏斯基。下议院议员认为毕苏斯基是派士兵来逮捕他们。议员到齐后，下议院发言人达申斯基拒绝召开会议。毕苏斯基与达申斯基之间产生激烈交涉，根据费利齐扬·斯瓦沃伊·斯克瓦德科夫斯基的记录，两人言语如下：

毕苏斯基：“请闭嘴。”（敲桌子）“我要问你是否要召开会议？”
达申斯基：“在刺刀、手枪和军刀的威胁下，我将不会召开会议。”
毕苏斯基：“这是你最后一句话？”
达申斯基：“是的，先生。”
毕苏斯基：“这是你最后一句话？”
达申斯基：“是的，先生。”
毕苏斯基（略微鞠躬，离开了房间，没有与达申斯基握手，走过下议院的门厅时）大声喊道：“真是个傻子。” 
根据文献的不同，这次谈话的版本各异。但无论如何，达申斯基在10月31日下午向所有议员发表声明，称：“在军官军刀的威胁之下，我不能召开会议。” :493
下议院的十一月会议被总统伊格纳齐·莫希奇茨基推迟。1929年12月5日，新成立的中左翼阵线以243票对119票的结果通过了对总理卡齐米日·希韦塔尔斯基的不信任决议案。
1930年3月29日，在政府合作无党派集团的施压下，达申斯基从议题中撤出了切霍维奇案，以免与毕苏斯基之间的冲突升级。
1930年6月29日，一次以保卫法律和人民自由为题的大会在克拉科夫召开。达申斯基以“被指责不活跃的下议院发言人”的身份致电。
1930年8月29日，莫希奇茨基解散下议院，宣布大选重新开始。选举之前，中左翼联盟的很多成员都被逮捕或威胁。达申斯基为被拘留者请命，向被拘留在卢布林城堡的前波兰人民党“解放派”成员伊蕾娜·科斯莫夫斯卡致公开信。
达申斯基是克拉科夫、赫扎努夫、奥斯威辛和梅胡夫选区的候选人。他也是中左翼联盟国家名单中的第一人。尽管他得到80000张选票，克拉科夫的选举被宣布无效。达申斯基从国家名单中被选为国会议员。选举后，他的健康状况恶化。在1931年1月18日波兰社会党总理事会会议后，他来到贝斯特拉-希兰斯卡疗养院。他暂时地缺席了波兰社会党第12届代表大会（1931年5月23日至5月25日在克拉科夫召开），但仍被重新选为波兰社会党总理事会主席。在波兰社会党第13届代表大会（1934年2月2日至2月5日）上，他被选为波兰社会党荣誉主席。尽管留在疗养院，他成立“资金以抗争政府查禁《晨号》的行为”。
达申斯基在1936年10月31日于贝斯特拉-希兰斯卡去世。
达申斯基的葬礼在1936年11月3日于克拉科夫拉科韦茨基公墓举行，几千人前去为达申斯基送行。一辆特殊列车从华沙驶出，运输部同意为出席葬礼的人提供免费返程票。葬礼当日，每一个工作岗位上的每一个人都停止工作5分钟。
11月22日，达申斯基的最后一封信公布于众：
整个一生我都与工人们一同工作。对于他们我很感激这样一个事实，我的努力并没有白费。带着我的最后一分思考，我要向他们道别。我希望他们的日子会更好，希望他们身体更加强健，心理也更加健康，更希望他们能够让他们的共同理想成真。我要向我的同行与朋友告别，他们与我一同工作，我请求他们带着善意回忆这段时光。我请求每个人都能原谅我的错误，忘记因我造成的痛苦。很久以来，思考死亡对我而言就是自由的开始。:532

## 家庭
伊格纳齐的兄长费利克斯·达申斯基（1863年-1890年）是记者和社会活动家，他与女权运动活动家和参议员索菲娅·达申斯卡·格林斯卡结婚。
伊格纳齐·达申斯基和他的妻子玛丽娅·帕什科夫斯卡共有5个子女：
- 费利克斯（预备役少尉，1939年后被囚于斯塔罗别尔斯克，可能在卡廷大屠杀中遇害）；
- 斯特凡（移民美国，死于1958年）；
- 扬（1940年5月15日死于肺结核）；
- 海莱娜·拉梅尔（1984年在伦敦去世）；
- 汉娜·博尔科夫斯卡（托马什·阿尔齐谢夫斯基秘书；1953年在伦敦去世）。

据称达申斯基与费莉齐娅·诺西格-普鲁赫尼克有一私生子亚当·普鲁赫尼克（1894年出生）。

## 著作
- Szlachetczyzna i odrodzenie Galicji, Lwów, 1899
- O formach rządu. Szkic socjologiczny, Kraków, 1902
- Polityka proletariatu. Kilka uwag o taktyce rewolucji w Polsce, Warsaw, 1907
- Mowa o sprawie polsko-ruskiej, wygłoszona w Izbie Posłów d. 21 maja 1908 r., Kraków, 1908
- Cztery lata wojny. Szkice z dziejów polityki Polskiej Partii Socjalistycznej Galicji i Śląska, Kraków, 1918
- Z burzliwej doby. Mowy sejmowe wygłoszone w czasie od października 1918 do sierpnia 1919 roku, Lwow, 1920
- Wielki człowiek w Polsce. Szkic polityczno-psychologiczny, Warsaw, 1925
- Pamiętniki, vol. I Kraków, 1925; vol. II Kraków, 1926
- Sejm, rząd, król, dyktator, Warsaw, 1926
- W obronie praw przedstawicielstwa ludowego. Przemówienie sejmowe tow. Daszyńskiego, Warsaw, 1926
- W pierwszą rocznicę przewrotu majowego, 1927
- Czy socjaliści moga uznać dyktaturę proletariatu, Lublin, 1927

## 进阶阅读
- Próchnik, Adam (1934). Ignacy Daszyński. Życie, praca, walka. Warsaw. （波兰語）
- Ignacy Daszyński, wielki trybun ludu. W 70 rocznicę urodzin. Garść wspomnień, Kraków, 1936. （波兰語）
- Winnicki, Wiesław (1946). Ignacy Daszyński na tle historii Polskiej Partii Socjalistycznej. Wydane w X rocznice śmierci nakładem stołecznego komitetu PPS w Warszawie. Warsaw. （波兰語）